# Nolan Gerard Funk
Nolan Gerard Funk (Vancouver, Columbia Británica; 28 de julio de 1986) es un actor, cantante y bailarín canadiense. Es más conocido como Nikko Alexander en la película Spectacular!, y como Conrad Birdie en el renacimiento 2009 del musical de Broadway Bye, Bye Birdie.

## Vida y carrera
Nolan Gerard Funk es un actor germano-canadiense y tiene una hermana mayor llamada Natanya.
Además de su trabajo en la película Spectacular!, producida por Nickelodeon Movies, ha hecho numerosas apariciones en programas de televisión como Supernatural, The L Word, Smallville, Warehouse 13, Lie to Me, Detroit 187, Hellcats y Castle, y ha desempeñado un papel recurrente en Aliens in America. Sus apariciones en cine incluyen un pequeño papel en X2. En 2006, interpretó a Michael Magidson de A Girl Like Me: The Gwen Araujo Story, uno de los hombres condenados por el asesinato de Gwen Araujo, una mujer transgénero.
El 12 de enero de 2009, tuvo su primera actuación en concierto en vivo, presentándose en el Hard Rock Cafe de Nueva York. También tuvo un papel como invitado en la serie de televisión Castle. Nolan interpretó el papel principal del cantante Conrad Birdie en la reactivación del musical de Broadway Bye, Bye Birdie, que comenzó previstas en el Teatro Henry Miller el 10 de septiembre de 2009, y corrió para una edición limitada del 15 de octubre de 2009 a 24 de enero de 2010. Recientemente terminó de filmar la tercera película de las series de Chronicles of Riddick con Vin Diesel. Él interpreta a un mercenario llamado Luna. La película está previsto para el próximo año.
Asistió a la Fiesta de Elthon John de los Premios Oscar junto con Donatella Versace y Lady Gaga.

## Activismo
Funk está involucrado con The Big Green Help de Nickelodeon, que promueve la conciencia ambiental entre los niños y adolescentes.

## Filmografía
Serie the cancha. Temporada 2.
| Año       | Título                                | Personaje                          | Notas                                                                |
| --------- | ------------------------------------- | ---------------------------------- | -------------------------------------------------------------------- |
| 2018      | Verdad o reto                         | Tyson Curran                       |                                                                      |
| 2018      | Dear White People                     | Addison                            | 1 episodios                                                          |
| 2017      | Quantico                              | Daniel Sharp                       | 1 episodios                                                          |
| 2014—2016 | Arrow                                 | Cooper Seldon/Hermano Ojo          | 2 episodios                                                          |
| 2013      | The Canyons                           | Ryan                               |                                                                      |
| 2013      | The Movie                             |                                    | Filmando                                                             |
| 2013      | Awkward                               | Collin Jennings                    | personaje recurrente, serie de TV MTV                                |
| 2013      | Riddick (película)                    | Luna                               |                                                                      |
| 2012—2013 | Glee                                  | Hunter                             | Personaje recurrente, serie de TV FOX                                |
| 2012      | Evidence                              | Tyler Morris                       | Posproducción                                                        |
| 2012      | House at the End of the Street        | Tyler Reynolds                     | Completado                                                           |
| 2012      | Intercept                             | Garret Foster                      | Película de televisión (completado)                                  |
| 2011      | Another Dirty Movie                   | Mason                              | Posproducción                                                        |
| 2010      | Hellcats                              | MC Petey B                         | 1 episodio, temporada 1, episodio 11                                 |
| 2010      | Detroit 1-8-7                         | Trevor Elkin                       | 1 episodio, temporada 1, episodio 8                                  |
| 2010      | Warehouse 13                          | Todd                               | 4 episodios                                                          |
| 2010      | Bereavement                           | William                            |                                                                      |
| 2010      | Jack's Family Adventure               | Derek Vickery                      | Película televisión                                                  |
| 2009      | Castle                                | Brandon                            | 1 episodio, temporada 1, episodio 3 ("El chico de los bonos basura") |
| 2009      | Spectacular!                          | Nikko Alexander                    | Protagonista, película de TV Nickelodeon                             |
| 2009      | Lie to Me                             | Dan                                | 1 episodio, serie de TV                                              |
| 2009      | 18                                    | Kevin                              |                                                                      |
| 2008      | Class Savage                          | Preppy Dealer                      | Corto                                                                |
| 2008      | Deadgirl                              | Dwyer                              |                                                                      |
| 2007      | Aliens in America                     | Todd Palladino                     | 5 episodios                                                          |
| 2007      | My Name Is Sarah                      | Kit Peterson                       |                                                                      |
| 2006      | Supernatural                          | Jake Tanner (como Nolan Funk)      | Estrella invitada 1 episodio, serie de TV                            |
| 2006      | Alice, I Think                        | Daniel Feckworth                   | 1 episodio                                                           |
| 2006      | A Girl Like Me: The Gwen Araujo Story | Michael Magidson (como Nolan Funk) |                                                                      |
| 2006      | Hollow Man II                         | Josh (como Nolan Funk)             |                                                                      |
| 2006      | The Obsession                         | Jesse Sherman                      |                                                                      |
| 2006      | Killer Instinct                       | Allan Harris                       | 1 episodio                                                           |
| 2005      | Smallville                            | Zack Greenfield                    | 1 episodio                                                           |
| 2004–2006 | Renegadepress.com                     | Ben Lalonde                        | 6 episodios                                                          |
| 2004      | The L Word                            | Malcolm                            | 1 episodio                                                           |
| 2003      | X2: X-Men United                      | Captured X-Kid (como Nolan Funk)   |                                                                      |
| 2003      | Romeo!                                | Booker                             | 1 episodio                                                           |
| 2002      | Taken                                 | Eric Crawford - Adolescente        | 1 episodio                                                           |
| 2002      | Moon in the Afternoon                 | Alexander (como Nolan Funk)        |                                                                      |
| 2001      | Seven Days                            | Ryan (como Nolan Funk)             | 1 episodio                                                           |

## Discografía
- 2009: Spectacular!

## Video musical
Él apareció en el video musical Stay my baby de Miranda Cosgrove. Así como en los videos musicales de la película Spectacular! de las canciones Everything Can Change, For the First Time y Your Own Way.

## Premios y nominaciones
| Año  | Premio    | Categoría                                                             | Trabajo            | Resultado |
| ---- | --------- | --------------------------------------------------------------------- | ------------------ | --------- |
| 2007 | Leo Award | "Best Performance or Host in a Youth or Children's Program or Series" | Renegadepress.com. | Nominado  |